# سي. ن. شارما
سي. ن. شارما هو سياسي غياني، ولد في 1 أبريل 1952.